# Shlomo de Karlin
Shlomo de Karlin (1738-1792, Ludmir (Volodymyr, Voïvodie de Volhynie, République des Deux Nations) est un rabbin hassidique, disciple d'Aaron Le Grand de Karlin, à qui il succède, et qui sera pendant vingt ans le leader des Juifs hassidiques de Lituanie et de Biélorussie.

## Éléments biographiques
Shlomo ben Meir HaLevi de Karlin est le disciple le plus proche d’Aaron Le Grand de Karlin, dont il prend la succession.